# Aethalochroa
Aethalochroa, es un género de las mantis, de la familia Toxoderidae, del orden Mantodea.

## Especies
- Aethalochroa affinis
- Aethalochroa ashmoliana
- Aethalochroa insignis
- Aethalochroa simplicipes
- Aethalochroa spinipes